# Guy Lample
Guy Lample – francuski judoka.
Srebrny medalista mistrzostw Europy w 1957 i brązowy w 1958 roku.